# José Tadeo Monagas (khu tự quản)
José Tadeo Monagas là một khu tự quản thuộc bang Guárico, Venezuela. Thủ phủ của khu tự quản José Tadeo Monagas đóng tại Altagracia de Orituco. Khự tự quản José Tadeo Monagas có diện tích 3455 km2, dân số theo điều tra dân số ngày 21 tháng 10 năm 2001 là 65729 người.